# Ван (Француска)
Ван (фр. Vannes, бр. Gwened) град је у северозападној Француској. Главни је град департмана Морбијан. Ван се налази на јужној обали Бретање на месту где се реке Марле и Винсан уливају у залив Морбијан. Град је удаљен 100 километара северозападно од Нанта и 450 километара југозападно од Париза. По подацима из 2006. године број становника у месту је био 53.079.

## Историја
Град је основан пре више од 2000 година. Први су овде насеље основали келтско племе Венети. Њих је 56. године п. н. е. поразила флота Јулија Цезара. Римљани су искоренили Венете на овом подручју и ту подигли град Дариоритум (Darioritum). Локална епископија је настала у 5. веку. У Вану је 1532. окончана независност Бретање када је она постала део краљевства Франсоа I. Од 1675. у граду је било седиште парламента Бретање.

## Географија

### Клима
| Клима (Ван)                | Клима (Ван)  | Клима (Ван)  | Клима (Ван)  | Клима (Ван) | Клима (Ван)  | Клима (Ван)  | Клима (Ван)  | Клима (Ван)  | Клима (Ван) | Клима (Ван)   | Клима (Ван)  | Клима (Ван)  | Клима (Ван)    |
| Показатељ \ Месец          | .Јан.        | .Феб.        | .Мар.        | .Апр.       | .Мај.        | .Јун.        | .Јул.        | .Авг.        | .Сеп.       | .Окт.         | .Нов.        | .Дец.        | .Год.          |
| -------------------------- | ------------ | ------------ | ------------ | ----------- | ------------ | ------------ | ------------ | ------------ | ----------- | ------------- | ------------ | ------------ | -------------- |
| Средњи максимум, °C (°F)   | 9,3 (48,7)   | 9,8 (49,6)   | 12,8 (55)    | 15,4 (59,7) | 18,8 (65,8)  | 22 (72)      | 24,1 (75,4)  | 23,8 (74,8)  | 21,8 (71,2) | 17,2 (63)     | 12,8 (55)    | 9,8 (49,6)   | 16,5 (61,7)    |
| Просек, °C (°F)            | 6,2 (43,2)   | 6,2 (43,2)   | 8,7 (47,7)   | 10,8 (51,4) | 14,2 (57,6)  | 17,1 (62,8)  | 19,1 (66,4)  | 18,8 (65,8)  | 16,8 (62,2) | 13,1 (55,6)   | 9,3 (48,7)   | 6,6 (43,9)   | 12,2 (54)      |
| Средњи минимум, °C (°F)    | 3 (37)       | 2,6 (36,7)   | 4,5 (40,1)   | 6,2 (43,2)  | 9,6 (49,3)   | 12,1 (53,8)  | 14,2 (57,6)  | 13,6 (56,5)  | 11,6 (52,9) | 9,1 (48,4)    | 5,6 (42,1)   | 3,3 (37,9)   | 8 (46)         |
| Количина падавина, mm (in) | 93,2 (36,69) | 67,8 (26,69) | 70,9 (27,91) | 56 (22)     | 64,4 (25,35) | 48,5 (19,09) | 49,7 (19,57) | 43,9 (17,28) | 57,4 (22,6) | 102,9 (40,51) | 82,4 (32,44) | 97,4 (38,35) | 837,5 (329,72) |
| [ тражи се извор ]         |              |              |              |             |              |              |              |              |             |               |              |              |                |

## Демографија
| 1962.  | 1968.  | 1975.  | 1982.  | 1990.  | 1999.  | 2006.  | 2011.  |
| ------ | ------ | ------ | ------ | ------ | ------ | ------ | ------ |
| 30.411 | 36.576 | 40.359 | 42.178 | 45.644 | 51.759 | 53.079 | 52.784 |

## Партнерски градови
- Куксхавен
- Fareham